# Lovad vare Jesus
Lovad vare Jesus är en psalm med text skriven 1857 av Edward Caswall och musik av Friedrich Filitz. Texten översattes till svenska 1980 av Tomas Bjerkhold och bearbetades 1985 av Peter Sandwall.

## Publicerad i
- Segertoner 1988 som nr 335 under rubriken "Lovsång och tillbedjan".[1]